# Fanny Corri-Paltoni
Fanny Corri-Paltoni nata Frances o Francesca Corri (Edimburgo, 1801 – Barton upon Irwell, 13 luglio 1861) è stata un soprano britannica attiva in Europa tra il 1818 e il 1835.
Si diceva che possedesse una voce di straordinaria bellezza e che avesse una buona tecnica di canto. Eccelleva particolarmente nelle opere di Wolfgang Amadeus Mozart e Gioachino Rossini.

## Biografia
Era figlia del compositore italiano Natale Corri (1765–1822). Suo zio Domenico Corri (1746–1825) era un importante maestro di canto e compositore ad Edimburgo. Sua cugina Sophia Dussek (nata Corri) era una famosa soprano.
La Corri-Paltoni studiò canto prima con suo padre e poi con Angelica Catalani e John Braham a Londra. Girò l'Europa continentale con Catalani nel 1815-1816. Fu impegnata al King's Theatre di Londra tra il 1818 e il 1820, facendo il suo debutto nel ruolo della contessa ne Le nozze di Figaro il 17 gennaio 1818. Ottenne recensioni entusiastiche a Londra per i suoi numerosi altri ritratti di eroine di Mozart, tra cui Donna Anna in Don Giovanni, Dorabella in Così fan tutte e la regina della notte ne Il flauto magico. Fu anche una preziosa Matilda in Elisabetta, regina d'Inghilterra di Rossini  il 30 aprile 1818. Un altro suo trionfo giunse il 4 maggio 1820 quando cantò Amenaide nella prima londinese di Tancredi di Rossini. Fu anche una interprete assidua nei concerti della Philharmonic Society dal 1818 al 1821. 
Dall'inizio alla metà del 1820 tenne numerosi concerti di successo in Germania, Italia e Spagna. Mentre era in Italia incontrò e sposò il cantante Giuseppe Paltoni, dopo di che si esibì con il nome di Fanny Corri-Paltoni. Nel 1824, fece un acclamato ritratto di Isaura nella Margherita d'Anjou di Giacomo Meyerbeer al Teatro Comunale di Bologna. Il 20 aprile 1827 interpretò il ruolo di Corilla Scortichini nella prima mondiale di Le convenienze ed inconvenienze teatrali di Gaetano Donizetti al Teatro Nuovo di Napoli, dopo di che fu impegnata al teatro dell'opera di Madrid per il resto di quell'anno.
Il 12 gennaio 1828 cantò nella prima dell'Ulisse a Itaca di Luigi Ricci al Teatro di San Carlo a Napoli. Entrò nella compagnia del Teatro alla Scala dove fu impegnata dal 1828-1829. I suoi ruoli a Milano furono Corilla in La prova d'un'opera seria di Francesco Gnecco, il ruolo da protagonista in La Cenerentola di Rossini (con il famoso basso Luigi Lablache), Rosa in Le cantatrici villane di Valentino Fioravanti, Lisinga in Demetrio e Polibio di Rossini e Rosina ne Il barbiere di Siviglia di Rossini.
Nel 1830 fece una tournée in tutta la Germania. Nel 1834 apparve nella prima mondiale dell'Uggero il danese di Saverio Mercadante al Teatro Riccardi di Bergamo. La sua ultima apparizione conosciuta fu nel ruolo di Adalgisa in uno spettacolo della Norma di Bellini ad Alessandria nel 1835. Da allora non sono disponibili informazioni su di lei ne su suo marito.
Sul Manchester Rate Books 1840-1850 risulta che Giuseppe stava usando il nome "Joseph Paltoni". Compaiono entrambi sul censimento del 1851 in Inghilterra, Galles e Scozia, abitanti a Grosvenor Street, Manchester, Lancashire, Inghilterra. Ebbe tre figli: Fanny, anche lei una cantante nata in Italia nel 1829, Ullriches, nato a Manchester nel 1837 e Giuseppe, nato nel 1843. Sul censimento del 1851 Frances Corri-Paltoni ha l'occupazione di "professore di canto" e Giuseppe di "cantante". 
Giuseppe morì a Chorlton nel 1856, mentre lei morì nel 1861 a Barton upon Irwell, nel Lancashire, dopo una malattia durata sei mesi.